# Alfândega e Proteção de Fronteiras dos EUA
A Alfândega e Proteção de Fronteiras dos EUA (em língua inglesa: United States Customs and Border Protection (CBP))  é a maior agência federal de aplicação da lei do Departamento de Segurança Interna dos Estados Unidos. Forma a principal organização de controlo das fronteiras do país, responsável pela regulamentação e facilitação do comércio internacional, pela cobrança de direitos de importação, bem como pela aplicação dos regulamentos dos Estados Unidos, incluindo o comércio, as alfândegas e a imigração. O CBP é uma das maiores agências de aplicação da lei nos Estados Unidos e conta com mais de 60.000 agentes e funcionários federais. Sua sede situa-se em Washington, D.C.

## Organização
O CBP conta com mais de de 60.000 funcionários, incluindo oficiais e agentes, especialistas em agricultura, pilotos de aeronaves, especialistas em comércio, pessoal de apoio à missão e oficiais e agentes caninos.
- Mais de 21.180 agentes do CBP inspecionam e examinam passageiros e carga em 328 portos de entrada.[6]
- Mais de 2.200 especialistas em agricultura do CBP trabalham para reduzir a propagação de pragas nocivas e doenças de plantas e animais que podem prejudicar as plantações agrícolas e o abastecimento alimentar dos Estados Unidos ou causar bioterrorismo e agroterrorismo.
- 21.370 agentes da Patrulha de Fronteiras patrulham os 3.100 km de fronteira com o México e 8.000 km de fronteira com o Canadá.
- Aproximadamente 1.050 agentes de interdição aérea e marítima impedem a entrada ilegal de pessoas, armas, narcóticos e meios de transporte por via aérea e marítima.
- Cerca de 2500 funcionários do CBP, em posições relacionadas a receitas, arrecadam anualmente mais de 30 bilhões de dólares em direitos de entrada e impostos por meio da aplicação das legislações comercial e tarifária. Além disso, esses funcionários cumprem a missão comercial da agência, avaliando e classificando as mercadorias importadas. Eles ocupam cargos como especialista em importação, auditor, especialista em comércio internacional e analista têxtil.
- O Programa Canino do CBP tem como principal objetivo a detenção e apreensão de terroristas. O programa possui o maior número de cães trabalhando do que qualquer outra forças de segurança dos Estados Unidos. Os cães policiais estão presentes em 73 portos comerciais e 74 estações da Patrulha de Fronteiras em todo o país.[7][8]

O CBP atua em 328 portos de entrada oficialmente registrados e mais 14 locais de pré-autorização para entrada nos Estados Unidos no Canadá, Irlanda, Oriente Médio, Bermudas e Caribe. Também responsável pela Container Security Initiative (CSI), que identifica e inspeciona cargas estrangeiras no seu país de origem antes de ser importada para os Estados Unidos.
Ademais, o CBP afirma ter jurisdição legal para realizar algumas atividades até 160 quilômetros para o interior de qualquer fronteira terrestre ou marítima. Isto pode incluir a operação de postos de controlo no interior.
O órgão avalia todos os passageiros que voam para os Estados Unidos quanto ao risco de terrorismo através da Joint Terrorism Task Force (JTTF) e de sistemas como o Sistema Avançado de Informação sobre Passageiros (APIS), a Tecnologia de indicação do estatuto de visitante e de imigrante nos Estados Unidos (US-VISIT) e o Programa para Estudantes e Visitantes Intercambistas (SEVIS). O CBP também trabalha com a Food and Drug Administration para examinar remessas de alimentos importados de alto risco, visando evitar o bioterrorismo e o agroterrorismo.
Por meio da CSI, o CBP colabora com seus homólogos nos países anfitriões para identificar e rastrear contêineres que representam risco ainda no porto de partida estrangeiro, antes de serem carregados em navios com destino aos Estados Unidos. A CSI está implementada em vinte dos maiores portos em termos de envios de contêineres para os Estados Unidos e num total de 58 portos em todo o mundo.
O programa Secure Electronic Network for Travelers Rapid Inspection (SENTRI) permite que viajantes pré-selecionados e de baixo risco provenientes do México sejam atendidos através de corredores específicos. O NEXUS é um programa semelhante na fronteira norte do país com o Canadá. Ao longo de ambas as fronteiras, o CBP implementou o Comércio Livre e Seguro (FAST), que utiliza tecnologia de transponder e informações sobre os carregamentos antes da chegada para processar os camiões participantes à medida que chegam à fronteira. Um acordo com o Canadá permite que o CBP acione, rastreie e examine os carregamentos ferroviários que se dirigem para os Estados Unidos.
O CBP está autorizado a fornecer vigilância aérea fora da área de fronteira "para auxiliar a aplicação da lei e os esforços de ajuda humanitária" quando solicitado por agências locais, tribais, estaduais ou federais. Os drones do CBP têm sido utilizados para captar imagens de áreas afetadas por tempestades para o Serviço Nacional de Meteorologia dos Estados Unidos; avaliar áreas afetadas por furacões para a Agência Federal de Gestão de Emergências; e fornecer vigilância para a aplicação da lei local durante manifestações no país, como nos Protestos em Baltimore em 2015 e os protestos de George Floyd em 2020.

### Estrutura
A hierarquização do órgão público estadunidense ocorre da seguinte maneira:
- Comissário

- Vice-comissário

- Gabinete de Inteligência

- Operações Aéreas e Marítimas
- Gabinete de Operações de Campo
- Patrulha da Fronteira dos Estados Unidos
- Gabinete de Comércio
- Gabinete de Serviços Corporativos
- Gabinete de Aquisição
- Gabinete de Finanças
- Gabinete de Gestão de Recursos Humanos
- Gabinete de Treinamento e Desenvolvimento
- Gabinete de Informação e Tecnologia
- Gabinete de Suporte Operacional
- Gabinete de Assuntos Internacionais
- Gabinete do Conselheiro Chefe
- Gabinete de Assuntos Parlamentares
- Gabinete de Relações Intergovernamentais e Públicas
- Gabinete de Privacidade e Diversidade
- Gabinete de Responsabilidade Profissional
- Gabinete de Assuntos Públicos
- Gabinete de Relações Comerciais

### Lista de comissários das Alfândegas e Proteção das Fronteiras dos Estados Unidos
| Nº | Retrato             | Comissário                    | Entrada no cargo        | Saída do cargo          | Período           | Partido      | Presidente     |              |
| 1  | Robert C. Bonner    | Robert C. Bonner (n. 1942)    | 1º de março de 2003     | 25 de novembro de 2005  | 2 anos e 269 dias | Republicano  | George W. Bush |              |
| -  | Deborah Spero       | Deborah Spero                 | 25 de novembro de 2005  | 2 de junho de 2006      | 190 dias          | Desconhecido | George W. Bush |              |
| 2  | Ralph Basham        | Ralph Basham (n. 1943)        | 6 de junho de 2006      | 27 de fevereiro de 2009 | 2 anos e 266 dias | Desconhecido | George W. Bush | Barack Obama |
| -  | Jayson Ahern        | Jayson Ahern                  | 27 de fevereiro de 2009 | 10 de março de 2010     | 1 ano e 11 dias   | Desconhecido | Barack Obama   |              |
| -  | Alan D. Bersin      | Alan D. Bersin (n. 1946)      | 10 de março de 2010     | 30 de dezembro de 2011  | 1 ano e 295 dias  | Democrata    | Barack Obama   |              |
| -  | David V. Aguilar    | David V. Aguilar              | 30 de dezembro de 2011  | 30 de março de 2013     | 1 ano e 90 dias   | Desconhecido | Barack Obama   |              |
| -  | Thomas S. Winkowski | Thomas S. Winkowski (n. 1956) | 30 de março de 2013     | 7 de março de 2014      | 342 dias          | Desconhecido | Barack Obama   |              |
| 3  | Gil Kerlikowske     | Gil Kerlikowske (n. 1949)     | 7 de março de 2014      | 20 de janeiro de 2017   | 2 anos e 319 dias | Democrata    | Barack Obama   |              |
| -  | Kevin McAleenan     | Kevin McAleenan (n. 1971)     | 20 de janeiro de 2017   | 20 de março de 2018     | 1 ano e 59 dias   | Desconhecido | Donald Trump   |              |
| 4  | Kevin McAleenan     | Kevin McAleenan (n. 1971)     | 20 de março de 2018     | 11 de abril de 2019     | 1 ano e 22 dias   | Desconhecido | Donald Trump   |              |
| -  | John P. Sanders     | John P. Sanders               | 15 de abril de 2019     | 5 de julho de 2019      | 81 dias           | Desconhecido | Donald Trump   |              |
| -  | Mark A. Morgan      | Mark A. Morgan (n. 1950)      | 5 de julho de 2019      | 20 de janeiro de 2021   | 1 ano e 199 dias  | Desconhecido | Donald Trump   |              |
| -  | Troy A. Miller      | Troy A. Miller                | 20 de janeiro de 2021   | 13 de dezembro de 2021  | 327 dias          | Desconhecido | Joe Biden      |              |
| 5  | Chris Magnus        | Chris Magnus                  | 13 de dezembro de 2021  | 12 de novembro de 2022  | 334 dias          | Desconhecido | Joe Biden      |              |
| -  | Troy A. Miller      | Troy A. Miller                | 12 de novembro de 2022  | Incumbente              |                   | Desconhecido | Joe Biden      |              |

## Competências
O CBP tem uma série de competências para revistar remessas de entrada e saída e utiliza a seleção de alvos para levar a cabo a sua missão neste domínio. Nos termos da Seção 596 da Lei Tarifária de 1930, o CBP deve apreender e confiscar todas as mercadorias roubadas, contrabandeadas ou importadas ou introduzidas clandestinamente, bem como apreender e confiscar substâncias controladas, determinados artigos de contrabando e explosivos plásticos que não contenham um agente de detenção. De maneira conjunta com o Departamento de Estado dos Estados Unidos e do Departamento do Censo dos Estados Unidos, o CBP estabeleceu regulamentos que exigem a apresentação de informações electrónicas sobre as exportações de armas dos Estados Unidos e de tecnologia para a Lista de Controle Comercial. 
O órgão utiliza informações antecipadas do Automated Targeting System (ATS) e do Automated Export System (AES) para identificar a carga que pode representar uma ameaça. O CBP também trabalha com os Departamentos de Estado e da Defesa para melhorar os procedimentos relativos aos carregamentos exportados de mercadorias de vendas militares estrangeiras.
As mercadorias também podem ser apreendidas e confiscadas se:
- A sua importação for restringida ou proibida devido a uma lei relativa à saúde, segurança ou conservação;

- A mercadoria não tiver uma licença federal necessária para a importação;

- A mercadoria ou a embalagem violar os direitos de autor, a marca registada, o nome comercial ou a proteção da imagem comercial;

- A mercadoria está intencionalmente ou repetidamente marcada em violação dos requisitos de marcação do país de origem; ou

- A mercadoria importada está sujeita a restrições quantitativas que exigem um visto ou documento semelhante de um governo estrangeiro e o documento apresentado com a entrada é contrafeito.

### Sanções civis
A Seção 1592 da Lei Tarifária de 1930 é a principal e mais amplamente utilizada disposição de penalidade aduaneira para a importação de mercadorias. A lei prevê penalidades monetárias contra qualquer pessoa que importe, tente importar ou auxilie ou promova a importação de mercadorias por meio de documentos, declarações, omissões ou práticas falsas ou fraudulentas, relacionadas a qualquer fato material. Mesmo em casos que não possuem perda de capital, podem ser enquadradas perante a lei.
As infrações da Seção 1592 são divididas em três categorias de culpabilidade, cada uma resultando em uma penalidade máxima diferente:
- Fraude, um ato ou omissão feito intencionalmente para fraudar os Estados Unidos. A pena civil máxima por uma violação é o valor doméstico da mercadoria na entrada ou entradas em questão.
- Negligência grave, um ato ou omissão com conhecimento real dos fatos relevantes, ou com desrespeito imprudente aos mesmos, e desrespeito às obrigações da seção 1592. A pena civil máxima é o menor valor entre o valor doméstico da mercadoria ou quatro vezes a perda de receita (real ou potencial). Se a infração não afetar a receita, a penalidade máxima é de 40% do valor tributável da mercadoria.
- Negligência, envolvendo a falta de cuidado necessário para verificar os fatos materiais ou para verificar as obrigações sob a seção 1592. As penas civis máximas são as mesmas para negligência grave, exceto que se utiliza o menor valor entre o dobro do valor doméstico da mercadoria ou o dobro da perda de receita. A penalidade não pode exceder 20% do valor tributável.

A Lei de Modernização Aduaneira alterou a seção 1592 para aplicar penalidades existentes para informações falsas a informações transmitidas eletronicamente e permite que a Alfândega recupere impostos e taxas não pagos resultantes de violações da 592. Também introduziu a exigência de que os importadores usem "cuidado razoável" ao fazer a entrada e fornecer a classificação e avaliação iniciais, estabelecendo uma "responsabilidade compartilhada" entre a Alfândega e os importadores, permitindo assim que a Alfândega confie na precisão das informações fornecidas e agilize os procedimentos de entrada. Na medida em que um importador não usar cuidado razoável, a Alfândega pode impor uma penalidade.
Os Oficiais Especialistas em Agricultura da Alfândega dos Estados Unidos têm permissão para emitir penalidades civis de acordo com os CFR 7 & 9.

### Sanções penais
Para além das sanções civis, um estatuto de fraude criminal prevê sanções para aqueles que apresentem informações falsas aos funcionários aduaneiros, com os infratores a enfrentarem um máximo de 2 anos de prisão, ou uma multa de 5.000 dólares, ou ambos, por cada infração que envolva uma importação ou tentativa de importação.

## História

### Início
Em resposta a uma necessidade urgente de receitas após a Guerra de Independência dos Estados Unidos, o Congresso dos Estados Unidos aprovou, e o Presidente George Washington assinou no dia 4 de julho, a Tarifa de 1789, que autorizava a cobrança impostos sobre as importações. Quatro semanas mais tarde, em 31 de julho, a quinta lei do Congresso criou o Serviço Aduaneiro dos Estados Unidos e os suas portas de entrada.
Durante quase 125 anos, o Serviço de Alfândegas dos Estados Unidos foi a principal fonte de fundos governamentais, que pagaram o crescimento inicial e as infraestrutura do país. As aquisições incluem os territórios do Louisiana e do Oregon; a Flórida, o Alasca e Washington, D.C.; o financiamento da Estrada Nacional e do Ferrovia Transcontinental; a construção de muitos dos faróis dos Estados Unidos e das academias militares.

### Serviço de Imigração e Naturalização
Pouco depois da Guerra de Secessão, alguns estados começaram a aprovar as suas próprias leis de imigração, o que levou a Suprema Corte dos Estados Unidos a decidir, em 1875, no processo Chy Lung v. Freeman, que a imigração era uma responsabilidade federal.
A Lei de Imigração de 1891 criou o Departamento do Tesouro dos Estados Unidos. Este órgão, a época, era responsável pela admissão, rejeição e tratamento de todos os imigrantes que pretendessem entrar nos Estados Unidos e pela aplicação da política nacional de imigração. Os "inspetores de imigrantes", como eram então designados, estavam colocados nos principais portos de entrada dos Estados Unidos, recolhendo os documentos dos passageiros que chegavam. Era cobrado um "imposto sobre a cabeça" de cinquenta centavos a cada imigrante.
No início do século XX, o principal interesse do Congresso na imigração era a proteção dos trabalhadores e dos salários estadunidenses– a razão pela qual se tinha tornado uma preocupação federal. Por isso, em 1903, o Congresso transferiu o Gabinete de Imigração para o recém-criado Departamento de Comércio e Trabalho.
Após a Primeira Guerra Mundial, o Congresso tentou conter o fluxo de imigrantes, ainda majoritariamente provenientes da Europa, aprovando leis em 1921 e 1924 que limitavam o número de recém-chegados, atribuindo uma cota a cada nacionalidade com base na sua representação nos censos anteriores dos Estados Unidos. Todos os anos, o Departamento de Estado dos Estados Unidos emitia um número limitado de vistos; apenas os imigrantes que os obtivessem e pudessem apresentar vistos válidos eram autorizados a entrar.
O Serviço de Imigração e Naturalização foi criado em 1933 com a fusão do Bureau de Imigração e do Bureau de Naturalização. O presidente Franklin D. Roosevelt transferiu o Serviço de Imigração e Naturalização do Departamento do Trabalho para o Departamento de Justiça em 1940.

### Reorganização (2003-atualmente)
No mês de março de 2003, no governo de George W. Bush, o Serviço de Alfândegas passou a chamar-se Gabinete de Alfândegas e Proteção das Fronteiras e a sua estrutura foi dividida para formar partes do Departamento de Segurança Interna dos Estados Unidos, como o Gabinete de Alfândegas e Proteção das Fronteiras e a Divisão de Imigração e Execução Aduaneira.
W. Ralph Basham foi nomeado para o cargo de Comissário pelo Presidente George W. Bush em 6 de junho de 2006. Basham tinha 28 anos de experiência como responsável em cargos de segurança, incluindo o cargo de diretor dos Serviços Secretos e do Centros de formação para a aplicação da lei federal. Também atuou como chefe de gabinete da Administração da Segurança dos Transportes.
No ano de 2007, a Patrulha de Fronteiras dos Estados Unidos uniu duas unidades, a Unidade Tática da Patrulha de Fronteiras (BORTAC) e a Unidade de Busca, Trauma e Resgate da Patrulha de Fronteiras (BORSTAR), para formar o Grupo de Operações Especiais (SOG) da Patrulha de Fronteiras dos Estados Unidos, com sede em El Paso, no Texas. A partir do SOG, o BORTAC e o BORSTAR coordenam seus recursos distribuídos nacionalmente, proporcionando à Patrulha de Fronteiras dos Estados Unidos uma resposta imediata para situações táticas e de emergência.
Em 13 de setembro de 2019, o diretor do órgão, Troy Miller tocou o sino de fechamento da Bolsa de Valores de Nova Iorque em homenagem aos 230 anos desde o início do CBP.[carece de fontes?]

## Pessoal

### Funcionário das Alfândegas e Proteção das Fronteiras dos Estados Unidos

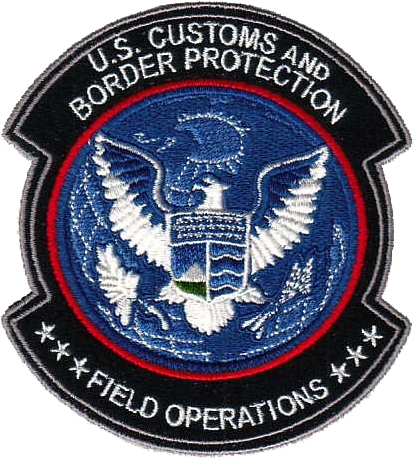
Emblema de ombro dos agentes do CBP em atividades de campo

Os agentes do CBP são servidores públicos federais responsáveis pela aplicação da lei no maior Gabinete de Operações no Terreno do CBP, habilitados a exercer a autoridade e a desempenhar as funções previstas na lei e nos regulamentos do Departamento de Segurança Interna, incluindo efetuar detenções, realizar buscas, efetuar apreensões, possuir armas de fogo e cumprir qualquer ordem ou mandado. Funcionários do CBP possuem plenos poderes de aplicação da lei, dentro e fora de serviço. Os agentes do CBP defendem-se contra a intrusão terrorista, identificando indivíduos de alto risco que tentam entrar nos Estados Unidos; impedem atividades criminosas - como o narcotráfico, a pornografia infantil (incluindo em computadores, celulares e outros meios electrónicos), o tráfico de armas e a lavagem de dinheiro - através da inspeção de veículos e caminhões.

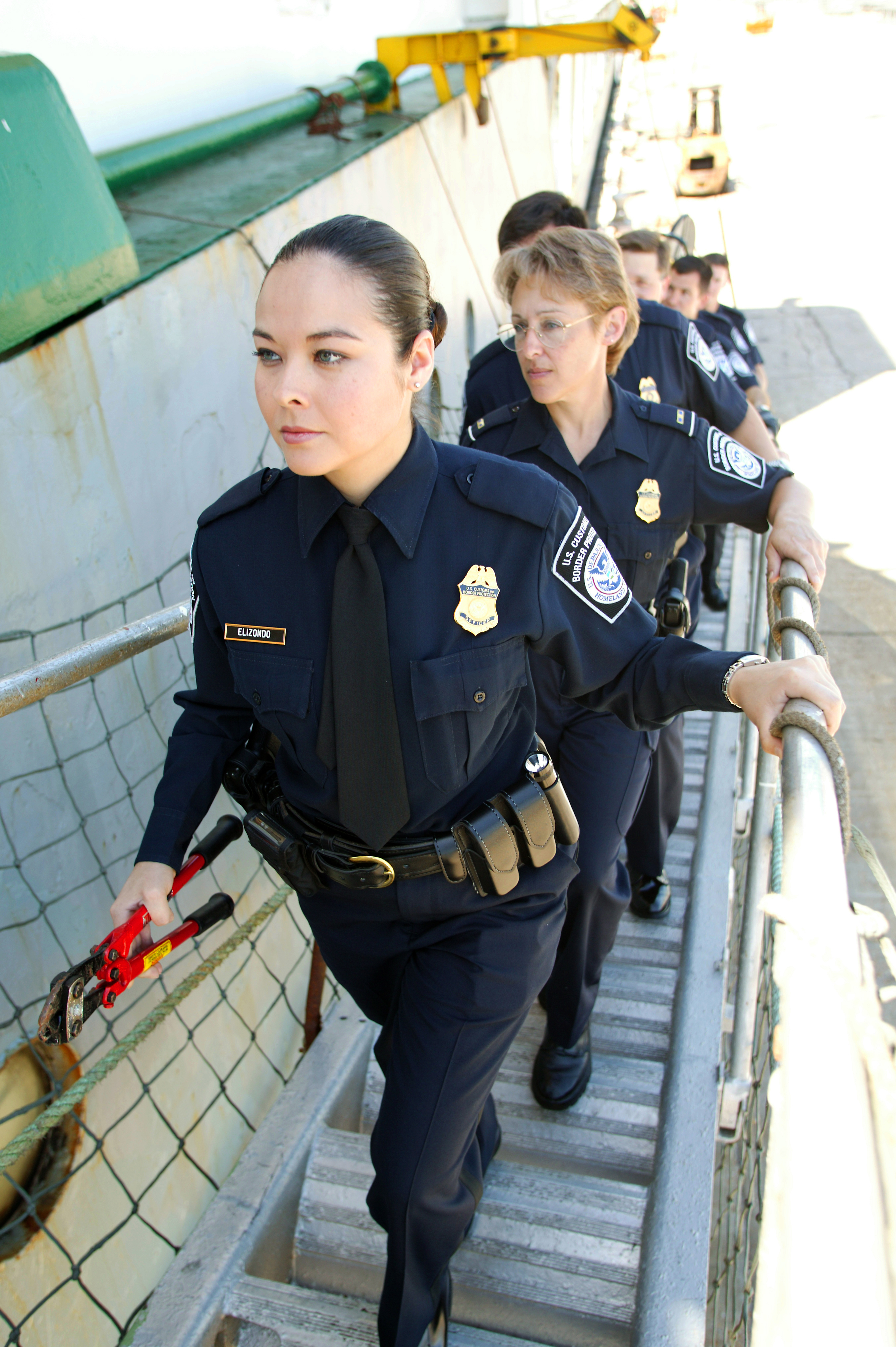
Agentes do CPB vistoriando um navio.

São responsáveis por impedirem a entrada ilegal de indivíduos, o contrabando de mercadorias proibidas e outras violações aduaneiras e de imigração. Os agentes estão armados com pistolas Glock G19 com câmara de 9 mm, cassestetes, 2 tasers e spray de pimenta. De acordo com a Public Law 110-161, os agentes do CBP estão abrangidos por uma reforma especial para efeitos de aplicação da lei e todos os candidatos devem ser selecionados para esta posição antes de completarem 40 anos.
Os candidatos a agentes frequentam o Centro de formação para a aplicação da lei federal, localizado em Glynco, na Geórgia, durante cinco meses de formação remunerada. A formação dos candidatos abrange estudo para desenvolvimento de competências básicas de aplicação da lei, incluindo antiterrorismo, detecção de contrabando, entrevistas, comunicações interculturais, manuseio e qualificação de armas de fogo, leis de imigração e naturalização, leis de exportação e importação das alfândegas dos Estados Unidos, táticas defensivas e condução, local de investigação criminal, técnicas de detenção, técnicas de bastão, exame de carga, sacos e mercadorias, exceção de busca na fronteira, procedimentos de entrada e controle, processamento de passageiros, e segurança e sobrevivência de oficiais. Todos os candidatos selecionados para locais de serviço que exigem o espanhol podem receber mais 6 semanas de formação em língua espanhola.
Após alguns anos de serviço, agentes qualificados podem integrar a Equipe de Resposta Especial do CBP depois de passarem um pré-teste e completarem cinco semanas adicionais de formação paga na Unidade Tática da Patrulha Fronteiriça dos Estados Unidos (BORTAC) em El Paso no Texas.
Os funcionários do CBP podem iniciar a sua carreira em qualquer região a que se candidatem. Devido ao treinamento, a proficiência em espanhol é um requisito de serviço apenas para os funcionários colocados nas regiões fronteiriças ao sul dos Estados Unidos, embora não seja um requisito antes de serem contratados. Os funcionários do CBP colocados nas regiões fronteiriças do sul, posteriormente recebem, na formação em língua espanhola antes de entrarem ao serviço.

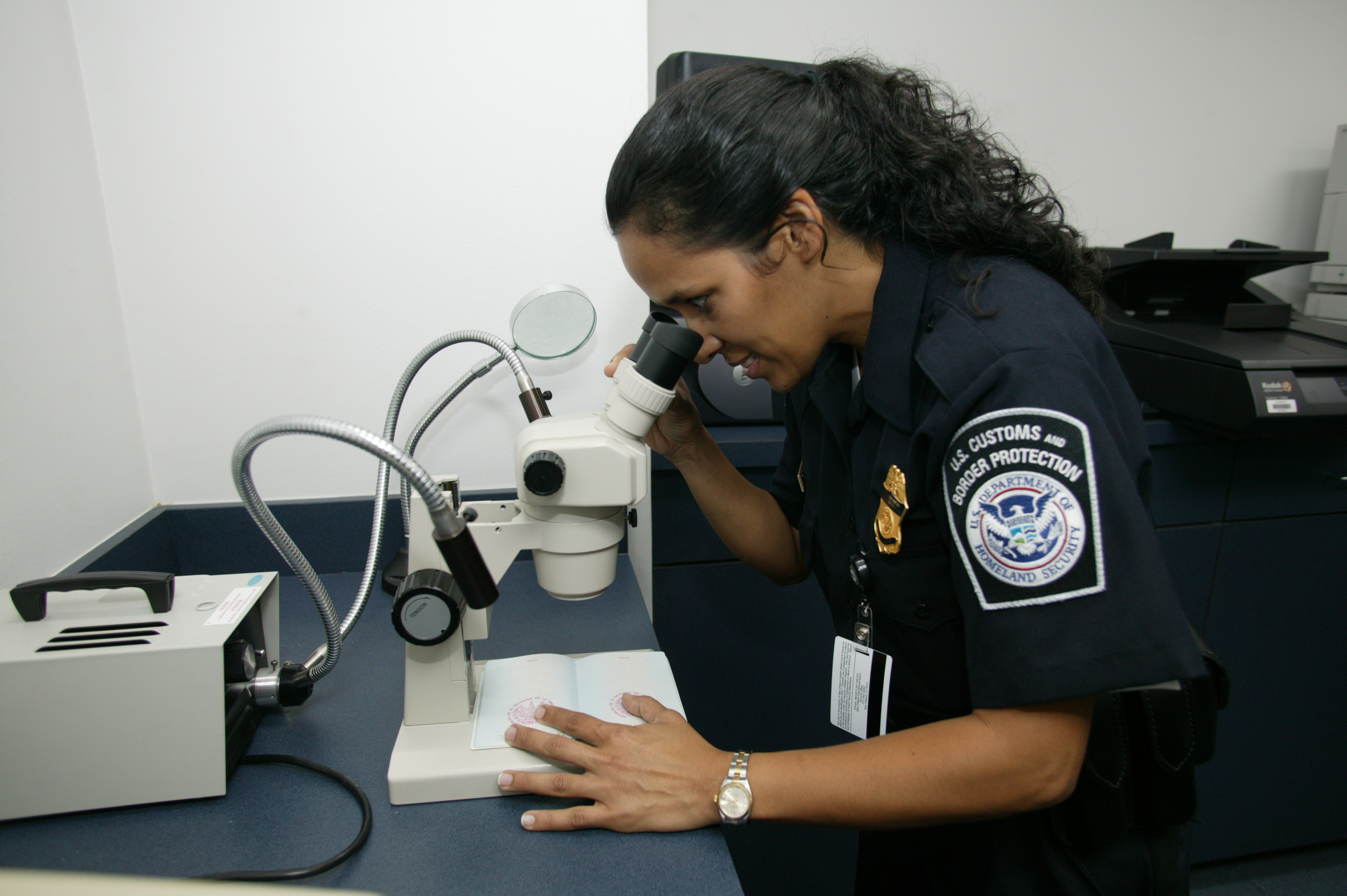
Agente do CBP dos Estados Unidos verificando a autenticidade de um documento de viagem num aeroporto internacional utilizando em um microscópio.

O cargo de agente do CBP é classificado como um cargo crítico-sensível na aplicação da lei. Por este motivo, os candidatos a funcionários devem submeter-se a uma investigação de fundo de âmbito único (SSBI) antes de serem nomeados. Além disso, os candidatos a funcionários devem passar num exame escrito, submeter-se a um exame médico e a um exame de despistagem de drogas, a um exame poligráfico, a um teste de aptidão física, a um rastreio de segurança e a uma entrevista estruturada durante a fase de pré-nomeação.

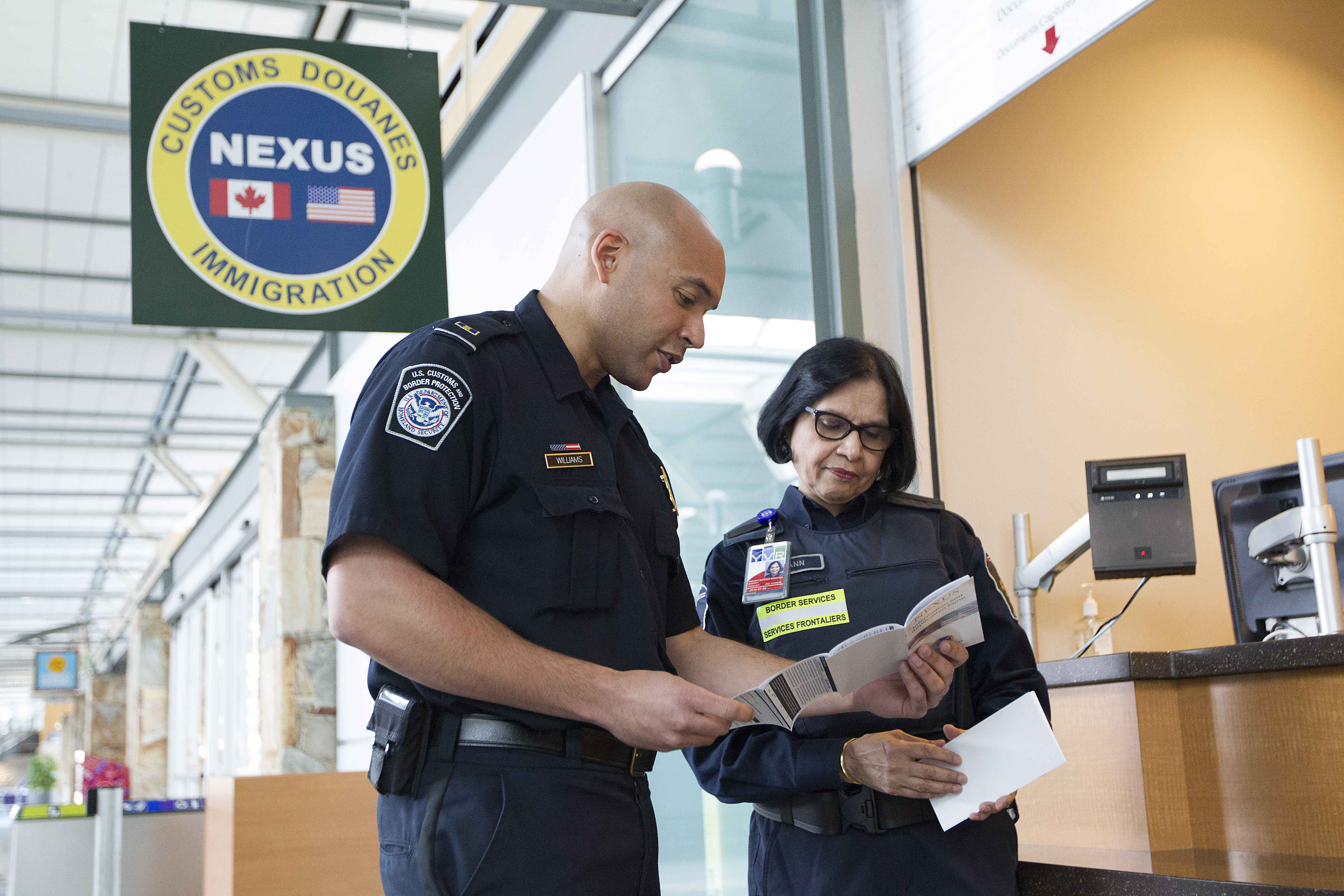
Agentes do CBP atuando no Canadá.

| Título                                           | Insígnia | Ordem            |
| ------------------------------------------------ | --- | ---------------- |
| Comissário Assistente Executivo                  | Quatro estrelas metálicas brancas em uma linha horizontal | SES              |
| Vice-Comissário Assistente Executivo             | Três estrelas metálicas brancas em uma linha horizontal | SES              |
| Diretor de Operações de Campo                    | Duas estrelas metálicas brancas em uma linha horizontal | SES              |
| Diretor de Porto da Área                         | Uma estrela metálica branca em uma linha horizontal | GS-15            |
| Comandante de Turno                              | Águia metálica branca com asas abertas e cabeça voltada para a direita, segurando ramo de oliveira na garra direita e flechas na garra esquerda, com escudo em estilo francês de listras horizontais acima de listras verticais | GS-14            |
| Chefe de Oficiais                                | Folha de carvalho metálica branca com sete pontas | GS-13            |
| Oficial Supervisor                               | Folha de carvalho metálica dourada com sete pontas | GS-13            |
| Oficial (Fiscalização) / Oficial (Inteligência)  | Uma barra metálica branca | GS-12            |
| Oficial (Jornaleiro)                             | Barra única azul contornada em metal dourado com faixa transversal de metal dourado | GS-12            |
| Oficial                                          | Sem insígnia | GS-11            |
| Oficial (Nível de Entrada) / Trainee da Academia | Sem insígnia | GS-9, GS-7, GS-5 |

### Especialistas em agricultura
Os especialistas em Agricultura que atuam no CBP recebe dois meses de formação remunerada no Centro de Desenvolvimento Profissional em Frederick, no interior de Maryland, bem como uma fase de formação pós acadêmica que varia de acordo com o porto que lhes é atribuído. São colocados em portos de entrada internacionais situados em aeroportos, portos marítimos e fronteiras terrestres nos Estados Unidos e ao longo das fronteiras canadenses e mexicanas; estão também colocados no exterior em vários países autorizados pelos Estados Unidos para que o público viajante e os produtos agrícolas sejam previamente desalfandegados antes de entrarem nos Estados Unidos.
Os agentes federais uniformizados têm a autoridade para realizar inspeções aleatórias de bagagens ou itens que entram no país, podendo apreender artigos proibidos ou contaminados. Os especialistas em agricultura emitem multas civis, aplicáveis tanto a viajantes internacionais quanto a entidades comerciais, de acordo com as leis federais CFR 7 e 9, mas não cobram impostos. Embora trabalhem para defender e aplicar as leis sob a jurisdição das Alfândegas e Proteção de Fronteiras, os Especialistas em Agricultura também são responsáveis por aplicar as leis do Departamento de Agricultura dos Estados Unidos (USDA) e do Serviço de Pesca e Vida Selvagem dos Estados Unidos (FWS).
Atuam como peritos e consultores técnicos nas áreas de inspeção, análise, exame e atividades de aplicação da lei relacionadas à importação de produtos agrícolas, comerciais e de transporte nos diversos portos de entrada. Os especialistas em agricultura aplicam uma ampla gama de leis e regulamentos federais, estaduais e locais, incluindo os do FWS, dos Centros de Controle e Prevenção de Doenças (FDA). Procuram determinar a admissibilidade de produtos agrícolas e outros produtos, regulando e/ou impedindo a introdução de itens restritos ou proibidos, pragas nocivas, doenças e potenciais ameaças de agroterrorismo nos Estados Unidos.
Esse quadro técnico participa de equipes especiais de aplicação da lei, identificação de alvos e análise, responsáveis por coletar e analisar informações e identificar alvos de alto risco, bem como realizar inspeções visuais e físicas de cargas, transportes ou bagagens de passageiros. O especialista em agricultura planeja, conduz e supervisiona ações corretivas, como tratamento, desinfecção e descontaminação de mercadorias, meios de transporte, contaminantes ou materiais agrícolas proibidos.
| Título                                                               | Insígnia | Ordem            |
| -------------------------------------------------------------------- | --- | ---------------- |
| Chefe de Departamento                                                | Águia metálica branca com asas abertas e cabeça voltada para a direita, segurando ramo de oliveira na garra direita e flechas na garra esquerda, com escudo em estilo francês de listras horizontais acima de listras verticais | GS-14            |
| Chefe de Especialistas em Agricultura                                | Folha de carvalho metálica branca com sete pontas | GS-13            |
| Supervisor de Especialistas em Agricultura                           | Folha de carvalho metálica dourada com sete pontas | GS-13            |
| Especialista em Agricultura (Jornaleiro)                             | Barra única azul contornada em metal dourado com faixa transversal de metal dourado | GS-12            |
| Especialista em Agricultura                                          | Sem insígnia | GS-11            |
| Especialista em Agricultura (Nível de Entrada) / Trainee da Academia | Sem insígnia | GS-9, GS-7, GS-5 |

### Especialistas em importação

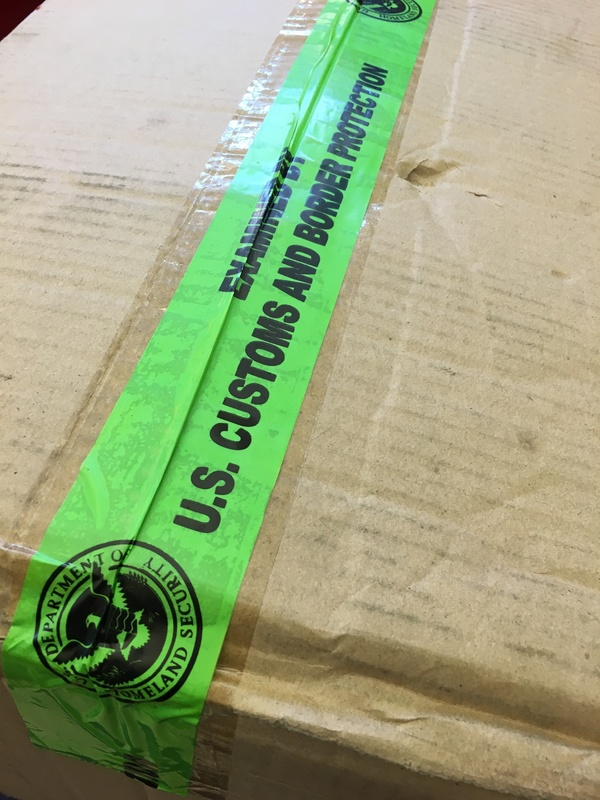
Fita utilizada pela Alfândega e Proteção das Fronteiras dos Estados Unidos para voltar a selar os pacotes que foram revistados e para indicar que o fizeram

Os funcionários que atuam com importação interagem com importadores e exportadores e são responsáveis por decisões relativas a mercadorias, bens manufaturados e produtos de base.
Os especialistas em importação trabalham em conjunto com os funcionários do CBP, os agentes especiais do Serviço de Imigração e Controle de Aduanas dos Estados Unidos da América e os profissionais jurídicos em questões de comércio internacional. São responsáveis pela classificação e avaliação das mercadorias importadas comercialmente que entram no país. Determinam quais os produtos que podem entrar legalmente no país, aplicando a legislação que protege a saúde e a segurança públicas, os direitos de propriedade intelectual e as práticas comerciais legais. Detectam incidentes de contrabando, fraude comercial e contrafação e participam em investigações criminais relacionadas. Sua área de atuação compreende mais de 300 portos.

### Patrulha de fronteira dos Estados Unidos

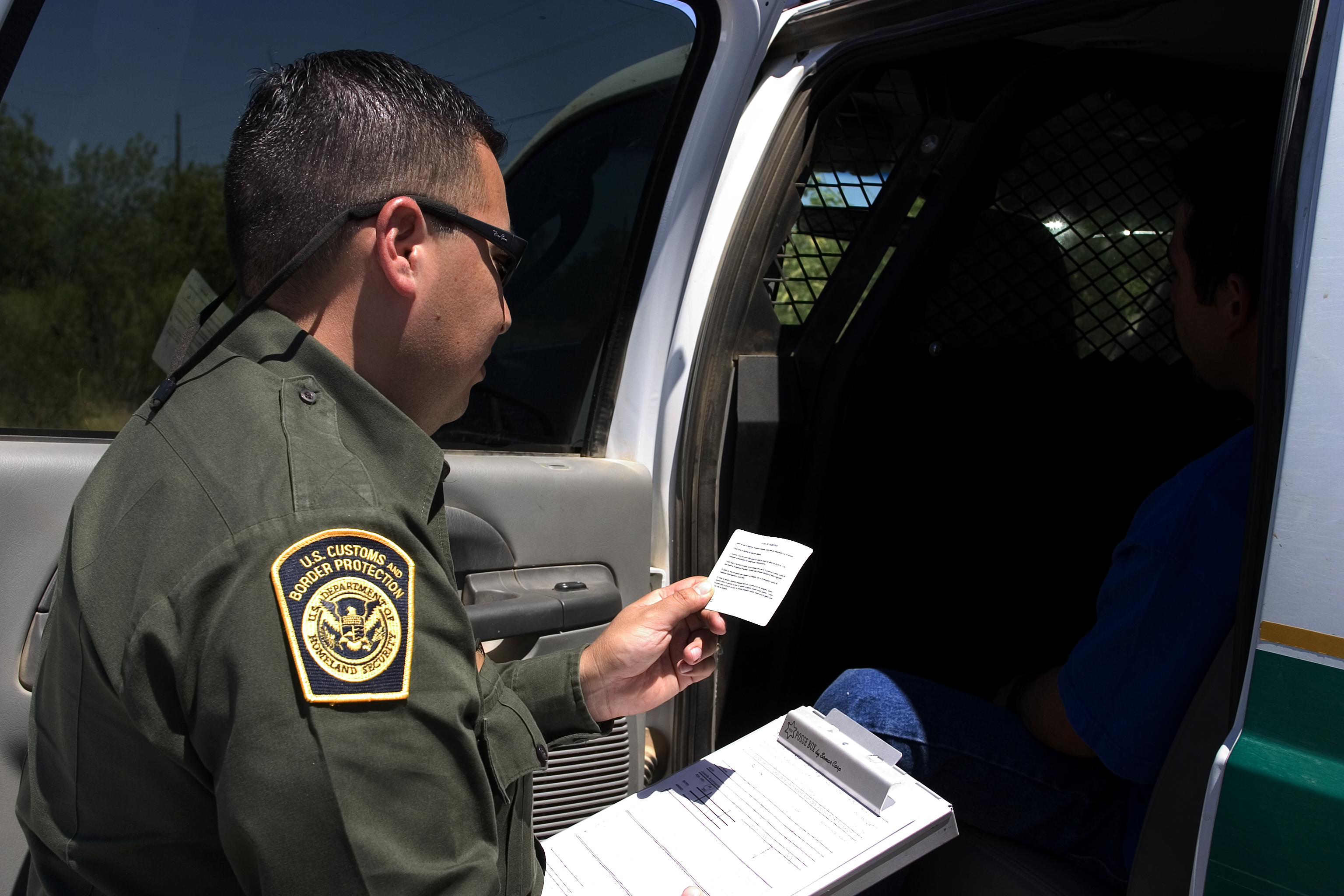
Agente da Patrulha de Fronteira lendo a advertência de Miranda para um suspeito.

A patrulha de fronteira dos Estados Unidos (por oposição a Officer) cabe a um agente federal de aplicação da lei que patrulha ativamente uma fronteira dos Estados Unidos para impedir a entrada de pessoas nos Estados Unidos sem autorização do governo.
Os agentes detectam e impedem o contrabando e a entrada ilegal de estrangeiros nos Estados Unidos, para além de deterem as pessoas que violam as leis da imigração. Trabalham para reduzir a criminalidade e melhorar a qualidade de vida nas comunidades fronteiriças. Em algumas áreas, os agentes são nomeados ou têm o estatuto de oficial de paz e utilizam-no para fazer cumprir as leis locais e estaduais/territoriais. 
Mais de vinte mil agentes da Patrulha de Fronteira atuam em quase em mais de nove mil quilômetros de fronteira terrestre que os Estados Unidos partilham com o Canadá e o México, e mais de três quilômetros de águas costeiras.
Uma das atividades mais importantes de um agente de patrulha das fronteiras dos Estados Unidos é a "vigilância de linha". Esta atividade envolve a detecção, prevenção e apreensão de terroristas, estrangeiros ilegais e contrabandistas, tanto de estrangeiros como de contrabando, na fronteira terrestre ou nas suas imediações, mantendo a vigilância a partir de uma posição encoberta, seguindo pistas, respondendo a sistemas de sensores electrónicos, avistamentos de aeronaves e interpretando e seguindo rastos, marcas e outras provas físicas. Algumas das principais atividades são o controle de quintas e ranchos, o controlo do tráfego, a observação do tráfego, a patrulha da cidade, o controle dos transportes, as atividades  administrativas, de informação e de combate ao contrabando.
Todos os agentes completam uma formação paga de 6 meses na Academia da Patrulha Fronteiriça dos Estados Unidos na cidade de Artesia, interior do estado do Novo México. O período de estudos compreende os tópicos como leis de imigração e nacionalidade, treino físico, armas e pontaria. Para aqueles que necessitam de instrução em língua espanhola, podem ser necessárias dois meses adicionais para além dos do curso de formação.

### Agentes de aplicação e interdição aérea e marítima
- Gabinete de Operações Aéreas e Marítimas (AMO) do CBP

- Agentes de execução da aviação (AEA)

- Um agente de execução da aviação é o principal agente federal de aplicação da lei a bordo dos aviões do AMO.
- Agentes de interdição aérea (AIA)
- Os agentes de interdição aérea desempenham as funções de piloto comandante de uma aeronave AMO.
- Agentes de interdição marítimos (MIA)
- Os agentes de interdição marítima são o comandante da embarcação ou um membro da tripulação a bordo de uma embarcação AMO.

A AMO é a maior organização civil de aplicação da lei marítima e aérea do mundo. Sua missão é proteger o povo americano e as infraestruturas críticas da nação através da utilização coordenada de meios aéreos e marítimos para detectar, interditar e prevenir atos de terrorismo e o movimento ilegal de pessoas, drogas e outros tipos de contrabando em direção ou através das fronteiras dos Estados Unidos. Os Agentes de Interdição Aérea e Marítima têm autoridade para aplicar o Título 8 (Estrangeiros e Nacionalidade) e o Título 19 (Alfândegas) do Código dos Estados Unidos, além dos poderes gerais de aplicação da lei conferidos aos agentes federais.
Essa capacidade especializada de aplicação da lei permite à AMO contribuir significativamente para os esforços do Departamento de Segurança Interna, bem como para os de outras agências federais, estaduais, locais e tribais. A AMO está em uma posição única para fornecer apoio aéreo e marítimo direto a várias agências e garantir o sucesso da proteção das fronteiras e das operações de aplicação da lei entre os portos de entrada, no domínio marítimo e no interior do país. Para cumprir sua missão, a AMO emprega mais de 1.200 agentes federais em 70 locais, operando mais de 260 aeronaves de 26 tipos diferentes e aproximadamente 300 embarcações marítimas. É uma das principais componentes operacionais das Alfândegas e Proteção das Fronteiras dos Estados Unidos, juntamente com o Gabinete de Operações no Terreno (OFO) e a Patrulha Fronteiriça dos Estados Unidos (USBP).

### Opinião interna

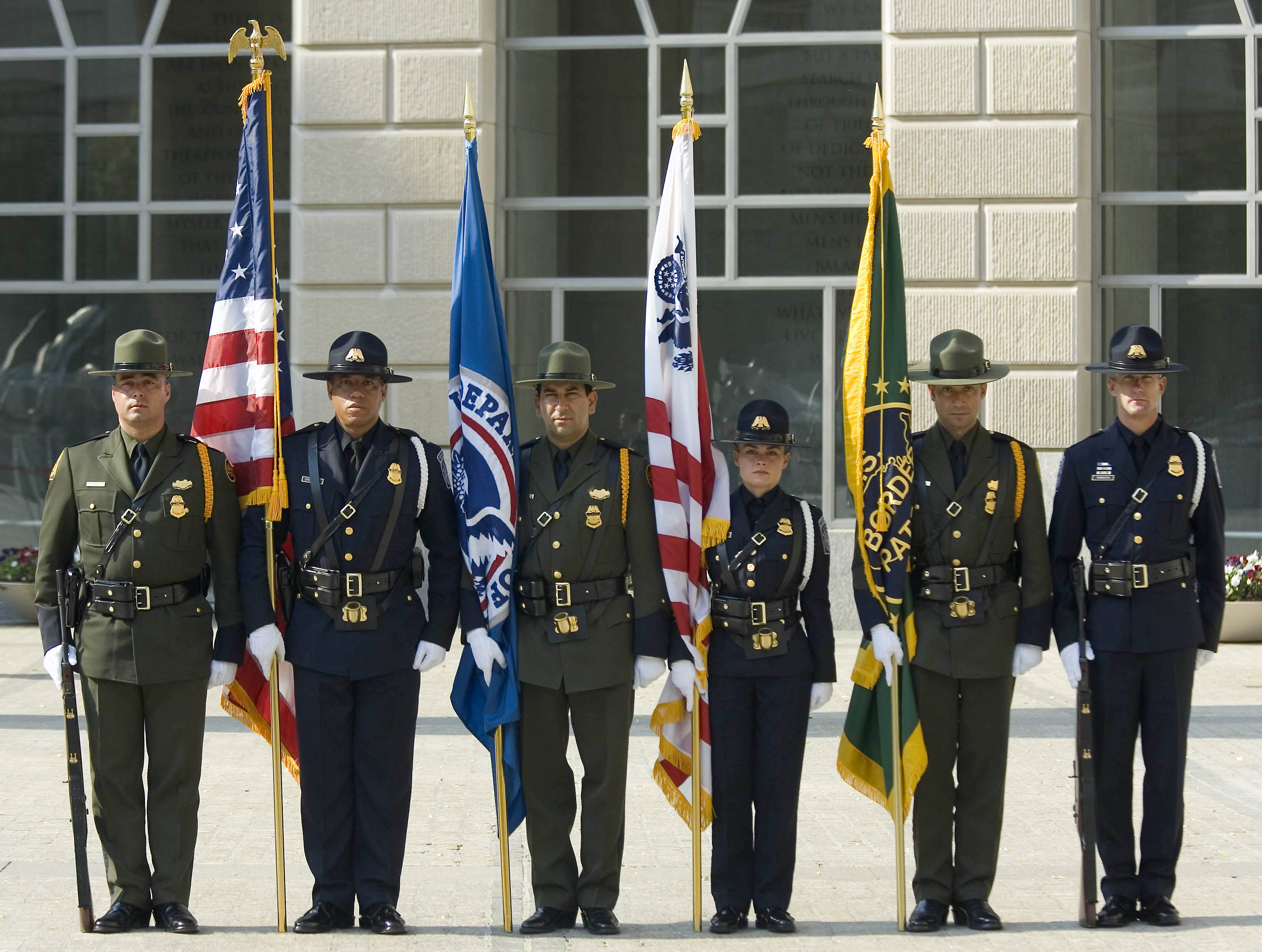
Uma guarda de honra composta por oficiais da CBP e agentes da USBP em uma cerimônia em Washington, D.C. em maio de 2007.

Em julho de 2006, durante o governo Bush o Gabinete de Gestão de Pessoal dos Estados Unidos, realizou uma pesquisa aos funcionários federais em todas as 36 agências federais sobre a satisfação com o trabalho e a forma como sentiam que a sua respectiva agência era dirigida. O DHS (que inclui o CBP) ficou em último ou quase último lugar em todas as categorias, incluindo:
- 36º no índice de satisfação no trabalho;

- 35º no índice de liderança e gestão de conhecimentos;

- 36º no índice de cultura de desempenho orientada para os resultados;

- 33º no índice de gestão de talentos.[45]

As baixas pontuações foram atribuídas a grandes preocupações sobre a supervisão básica, a gestão e a liderança no DHS. Com base na pesquisa, as principais preocupações estão vinculadas a promoções e ao aumento dos salários com base no mérito, a forma de lidar com o desempenho ruim, a recompensa por criatividade e inovação e a incapacidade da liderança para gerar elevados níveis de motivação na força de trabalho, o reconhecimento por fazer um bom trabalho, a falta de satisfação com as várias políticas e procedimentos das componentes e a falta de informação sobre o que se passa na organização e as queixas do público viajante.
Em junho de 2007, o Comissário do CBP, W. Ralph Basham, anunciou aos funcionários que a agência iria realizar mais de cem grupos de discussão diferentes em doze cidades do país para compreender melhor as suas preocupações expressas na pesquisa sobre o capital humano. A agência também vai dar aos funcionários que não fazem parte desse processo de grupos de discussão um grupo de discussão virtual na internet, onde podem expressar os seus pontos de vista e as suas preocupações. O Comissário declarou: "Estamos a analisar isto muito seriamente. Queremos ouvir os funcionários, queremos ouvir estes grupos de discussão, queremos aprofundar este inquérito". Em 2011, mais de quatro anos após esta declaração, nunca foi comunicada a realização destes grupos de discussão, nem foram comunicados quaisquer planos para a sua realização no futuro.
Um relatório de novembro de 2007 do Government Accountability Office mostrou que a falta de pessoal, a formação e o excesso de trabalho são um grande problema no CBP e que uma média de 71 agentes deixam o serviço de duas em duas semanas.
O CBP continuou trabalhando durante a Pandemia de COVID-19 nos Estados Unidos. Em 17 de junho de 2020, 544 funcionários federais testaram positivo para a COVID-19 e cinco morreram em consequência do vírus.

### Polígrafo
Em dezembro de 2010, o Congresso dos Estados Unidos determinou que os candidatos a cargos no CBP fossem submetidos a testes de detector de mentiras, o polígrafo.
Desde a vigência da lei, a agência poligrafa cerca de dez mil candidatos anualmente. Desde o início do teste do polígrafo até 16 de agosto de 2013, foram feitas mais de 200 confissões de atos ilícitos. Muitos dos candidatos confessaram que tinham ligações estreitas com traficantes de drogas ou que estavam diretamente envolvidos no contrabando de droga e de imigrantes ilegais. 
A agência acusou dez requerentes de recorrerem a contramedidas. No âmbito da "Operação Lie Busters", nome da operação de repressão das contramedidas poligráficas, os dez candidatos não foram selecionados para emprego.

## Equipamento

### Aernonaves

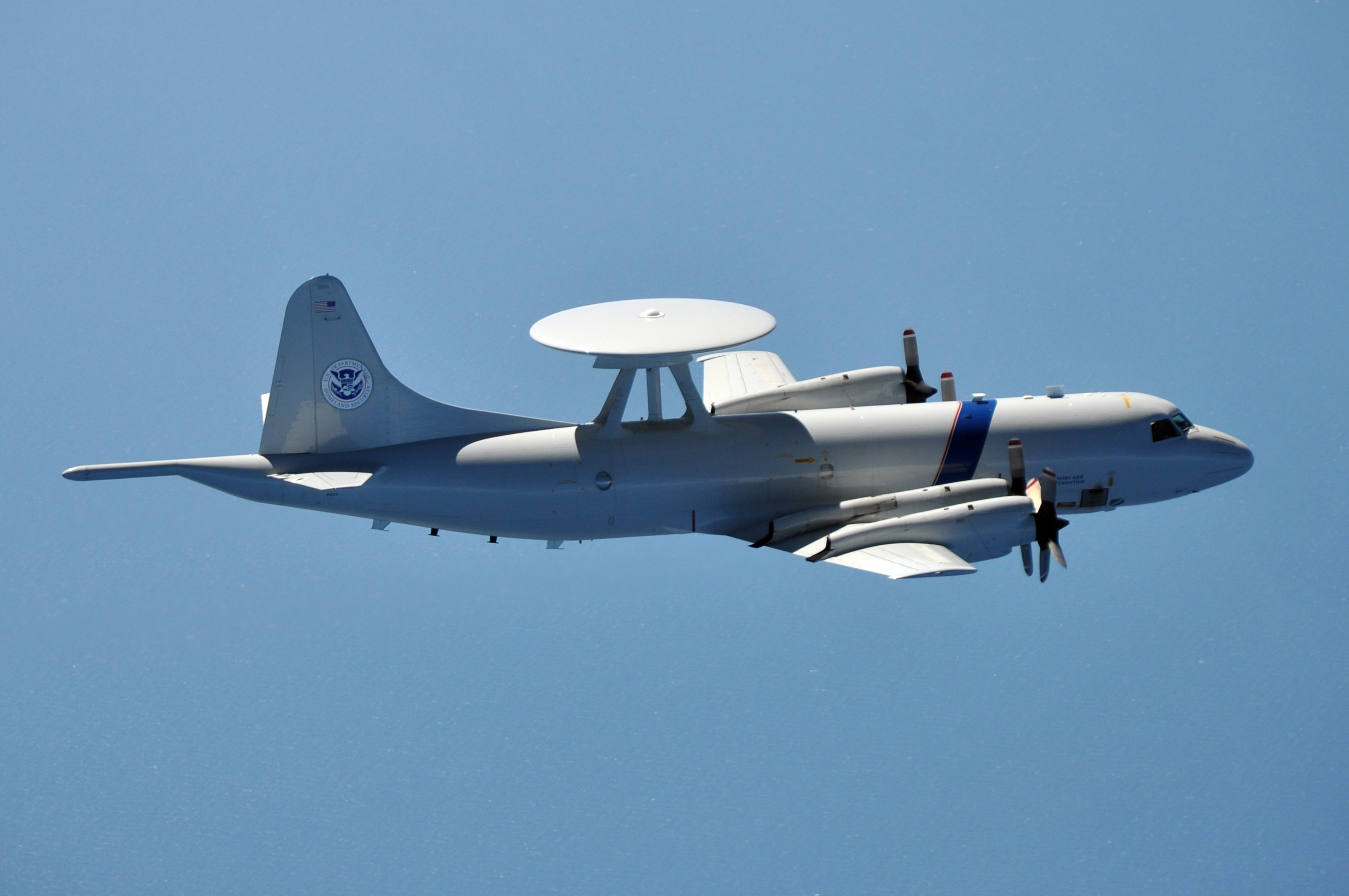
P-3 AEW da Alfândega e Proteção de Fronteiras dos Estados Unidos em voo em 2009.

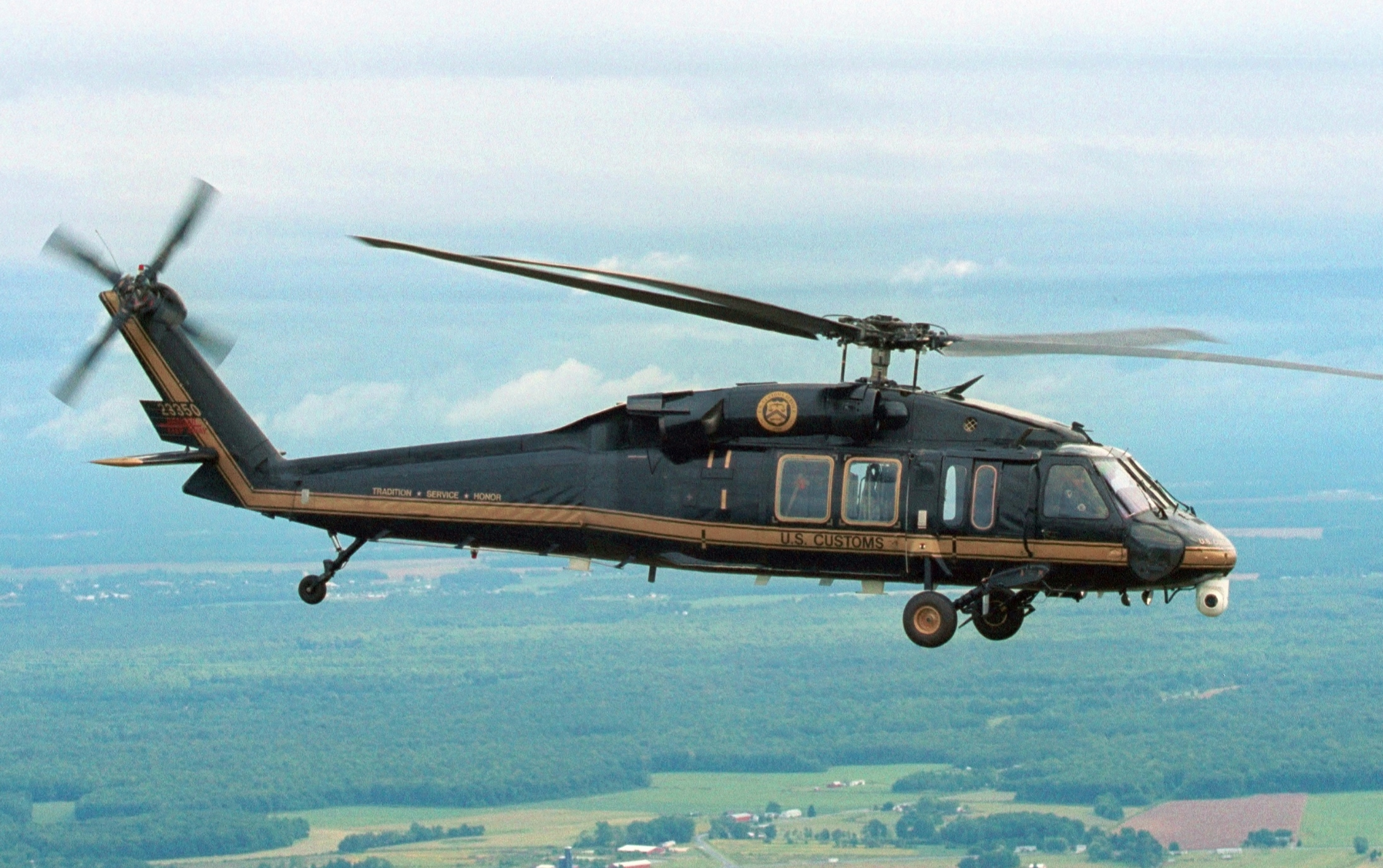
Um UH-60 Blackhawk da CBP em voo.

| Aeronave             | Origem            | Tipo                           | Variante          | Em serviço        | Notas                                                  |
| Patrulha Marítima    | Patrulha Marítima | Patrulha Marítima              | Patrulha Marítima | Patrulha Marítima |                                                        |
| -------------------- | ----------------- | ------------------------------ | ----------------- | ----------------- | ------------------------------------------------------ |
| Bombardier DHC-8     | Canadá            | vigilância / transporte        |                   |                   | equipado com um radar de busca marítima                |
| Vigilância           |                   |                                |                   |                   |                                                        |
| Cessna 210           | Estados Unidos    | vigilância                     | 206               |                   |                                                        |
| Super King Air       | Estados Unidos    | vigilância / patrulha          | 350ER / 200       |                   |                                                        |
| Lockheed P-3         | Estados Unidos    | Interceptor / vigilância       | P-3 (LRT)         |                   | equipado com um radar APG-66V                          |
| Pilatus PC-12        | Suíça             | vigilância / transporte        | PC-12NG           |                   | equipado com sensor eletro-óptico / infravermelho      |
| AWACS                |                   |                                |                   |                   |                                                        |
| Lockheed P-3         | Estados Unidos    | controle de alerta aéreo       | P-3AEW&C          |                   | modificado com uma cúpula de radar rotativa AN/APS-145 |
| Helicópteros         |                   |                                |                   |                   |                                                        |
| Bell UH-1            | Estados Unidos    | utilitário                     | UH-1H / Huey II   |                   |                                                        |
| Sikorsky S-76        | Estados Unidos    | vigilância / contra-terrorismo |                   |                   |                                                        |
| Sikorsky UH-60       | Estados Unidos    | utilitário / transporte        |                   |                   |                                                        |
| Eurocopter AS350     | França            | utilitário / vigilância        |                   |                   |                                                        |
| Eurocopter EC120     | França            | utilitário / vigilância        |                   |                   |                                                        |
| UAV                  |                   |                                |                   |                   |                                                        |
| General Atomics MQ-9 | Estados Unidos    | vigilância                     | Guardian          |                   |                                                        |

### Embarcações
| Embarcação          | Origem         | Classe                | Variante           | Em serviço | Notas                                                 |
| ------------------- | -------------- | --------------------- | ------------------ | ---------- | ----------------------------------------------------- |
| Diamondback Airboat | Estados Unidos | fluvial               | 18' cabine aberta  |            |                                                       |
| SAFE Full Cabin     | Estados Unidos | fluvial               | 25' cabine fechada |            | equipado com um radar de superfície marítima          |
| SAFE Full Cabin     | Estados Unidos | interceptador         | 33' cabine fechada |            |                                                       |
| SAFE Full Cabin     | Estados Unidos | interceptador         | 38' cabine fechada |            | equipado com sensores eletro-ópticos / infravermelhos |
| Midnight Express    | Estados Unidos | interceptador         | 39' cabine aberta  |            |                                                       |
| Interim SeaHunter   | Estados Unidos | interceptador         | 40' cabine aberta  |            |                                                       |
| Invincible          | Estados Unidos | interceptador         | 42' cabine aberta  |            |                                                       |
| Intrepid            | Estados Unidos | Fiscalização Costeira | 30' cabine aberta  |            | patrulha de águas rasas e costeiras                   |

## Controvérsias
No ano de 2005, foi considerada uma fusão do ICE e da CBP, após uma revisão a pedido da senadora Susan Collins, presidente do Comitê de Segurança Interna e Assuntos Governamentais do Senado, que encontrou problemas de moral e operacionais no ICE e responsabilidades sobrepostas dentro das duas agências.
O programa Morning Edition da National Public Radio relatou que o equipamento de detecção de radiação da CBP em portos é melhor em detectar areia de gato do que armas perigosas, e que as fronteiras dos Estados Unidos são tão porosas que investigadores do Congresso carregando materiais nucleares simulados atravessaram sem serem desafiados.
Em um artigo intitulado "DHS Decision-Making: Competence or Character?", James Giermanski afirma que o problema fundamental dentro da CBP é que a agência tem uma gestão fraca e, às vezes, falha. Ele diz que o DHS e a CBP sofrem de "tomada de decisão seriamente falha", citando a política de "apenas porta", a tecnologia de identificação por radiofrequência e a falta de foco nas exportações que contêm bombas.
Em 2010, no jornal The New York Times, A prática da agência de realizar verificações internas de documentos em ônibus e trens que operam inteiramente dentro do território dos Estados Unidos foi chamada de "coercitiva, inconstitucional e contaminada por perfilamento racial".
Um relatório de 2018 da União Americana pelas Liberdades Civis e da Clínica Internacional de Direitos Humanos da Faculdade de Direito da Universidade de Chicago alegou que houve abuso físico, verbal, sexual e psicológico generalizado de menores imigrantes por funcionários do DHS e do CBP durante o período de 2009-2014. A Alfândega e Proteção de Fronteiras negou as alegações. A União Americana pelas Liberdades Civispublicou um guia, "Conheça seus direitos: In the 100-mile Border Zone."
Em julho de 2019, após um relatório da ProPublica, a CBP iniciou uma investigação sobre "atividade perturbadora nas redes sociais hospedada em um grupo privado do Facebook que pode incluir vários funcionários da CBP". A ProPublica relatou que o grupo do Facebook, chamado "I'm 10-15" (o código usado pela Patrulha de Fronteira para "estrangeiros sob custódia"), existia há três anos. O grupo do Facebook, destinado a atuais e antigos oficiais da Patrulha de Fronteira, tinha cerca de 9.500 membros. A ProPublica publicou capturas de tela e citações de membros do grupo zombando de mortes de migrantes, questionando se uma foto de migrantes afogados foi "editada" por liberais, e postando piadas machistas e racistas sobre congressistas de origem latino-americana, incluindo a representante Alexandria Ocasio-Cortez. Cortez, por sua vez, descreveu isso como a "cultura violenta" da CBP. A chefe da Patrulha de Fronteira, Carla Provost, disse que as "postagens são completamente inadequadas" e prometeu responsabilizar os funcionários envolvidos. A própria Provost foi membro do grupo, tendo postado nele em novembro de 2018.
Em julho de 2020, a administração Trump despachou oficiais federais para Portland, Oregon, durante os protestos na cidade após o assassinato de George Floyd. Táticas de policiamento, como a detenção de manifestantes em vans sem identificação e o tiro na cabeça do manifestante Donavan La Bella com um projétil de impacto, foram vinculadas a um desdobramento que incluiu agentes da CBP BORTAC enviados à cidade contra a vontade do governo estadual e local. A Alfândega e Proteção de Fronteiras dos Estados Unidos foi nomeada no processo resultante movido pelo Departamento de Justiça de Oregon, que acusou a CBP e outras agências federais de violar os direitos civis dos manifestantes.
A CBP foi criticada em setembro de 2022 por acumular um banco de dados de dados digitais de viajantes que cruzam a fronteira dos Estados Unidos com até 10.000 pessoas inseridas no banco de dados por ano, bem como pelo fato de que cerca de 2.700 oficiais da CBP têm acesso sem mandado ao banco de dados e aos dados das pessoas. O senador Ron Wyden dirigiu uma carta oficial ao comissário da CBP, levantando preocupação sobre "permitir a busca indiscriminada nos registros privados dos estadunidenses" e pedindo que as buscas sejam limitadas a suspeitos de investigações criminais e riscos de segurança conhecidos.